# Giles Duley
Giles Duley (* 15. září 1971) je britský fotograf. Zabývá se dokumentární fotografií v zemích, kde došlo k humanitárním katastrofám a válečným událostem.

## Život
Giles Duley se řadu let věnovat portrétování celebrit z řad herců a zpěváků, fotografoval např. skupiny Oasis, Marilyn Manson nebo Lennyho Kravitze. Propadl se však do deprese, rozbil své fotoaparáty a spálil negativy. Prodal svůj dům, přestěhoval se a začal pracovat jako barman. Při práci se seznámil s rodinou, jejíž syn trpěl silným autismem. Začal se o něj na plný úvazek starat. Díky němu opět začal fotografovat, protože chtěl zdokumentovat jeho příběh.
Později vyrazil fotografovat do Angoly. Od té doby se věnuje dokumentární fotografii v zemích, které zasáhla válka nebo přírodní katastrofa. Navštívil tak mj. Bangladéš, Afghánistán, Libanon i Demokratickou republiku Kongo nebo Jižní Súdán. Pracuje pro UNHCR, spolupracoval s Lékaři bez hranic.
V roce 2011 v Afghánistánu šlápl na minu a přišel o ruku a obě nohy. Po 37 operacích a roce v nemocnici začal používat protézy a vrátil se ke své práci. V současnosti dokumentuje mj. životy syrských uprchlíků v Jordánsku. Uprchlíky fotil už v Libanonu, Řecku nebo Turecku. Jeho cílem je zmapovat uprchlické tábory v Evropě a na Blízkém východě.
| „             | Vždycky se soustředím na to, co můžu dělat. Myslím, že tvořivost často vychází z omezení. | “ |
| — Giles Duley |                                                                                           |   |